# Pitschajewo (Pitschajewski rajon)
Pitschajewo (russisch Пичаево) ist ein Ort im Pitschajewski Rajon der Oblast Tambow in Russland.

## Bevölkerung
- 3407 (Volkszählung 2010)[3]
- 3568 (Volkszählung 2002)
- 3408 (Volkszählung 1989)

## Sehenswürdigkeiten
- Kirche der Heiligen Dreifaltigkeit, ein Baudenkmal von regionaler Bedeutung und das höchste Gebäude des Ortes
- Skulptur "Pitschajewa" ("Kiefernfrau"). Allegorie über die Herkunft des Namens des Dorfes: Pitschajewo. Geschaffen von dem Bildhauer Viktor Ostrikov, Schöpfer des Muschik-Denkmals in Tambow, und aufgestellt im Jahr 2016 auf dem zentralen Platz des Ortes.

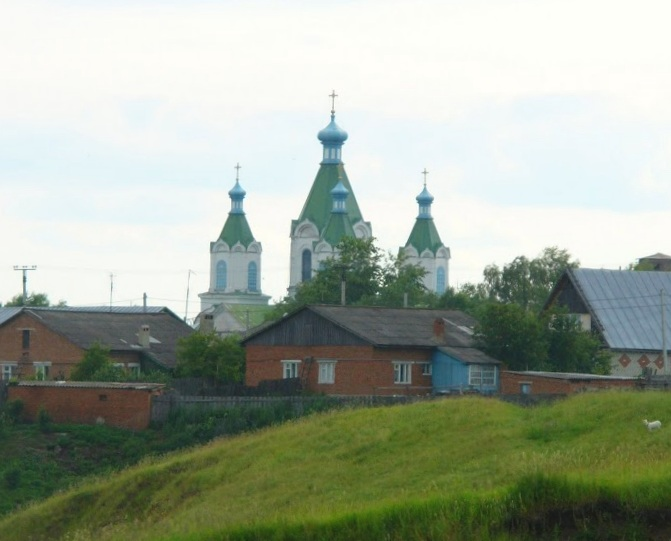

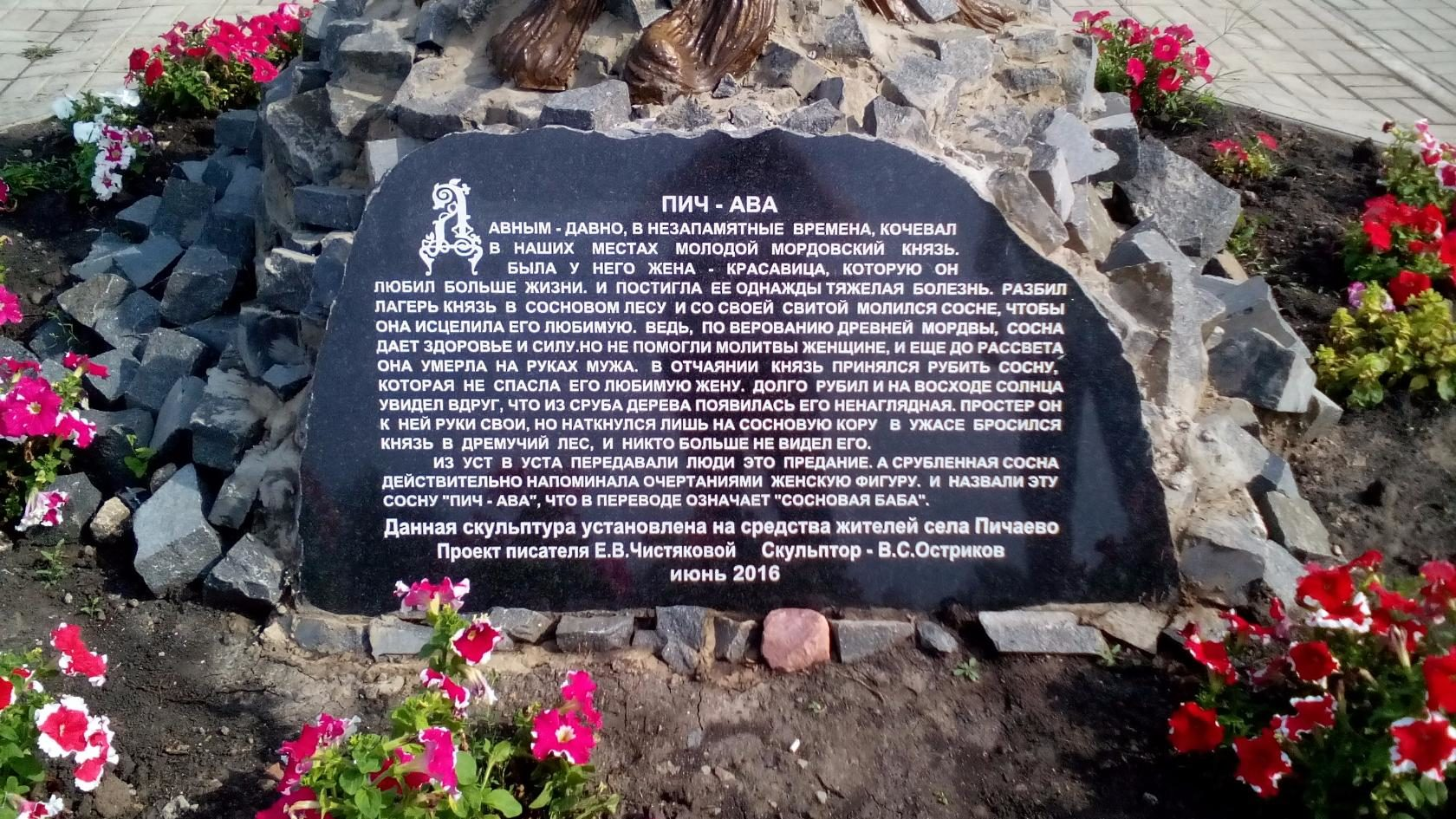